# Uglja
Uglja (ukrainisch Уґля; russisch Угля Uglja, slowakisch Uhľa, ungarisch Uglya) ist ein Dorf in der ukrainischen Oblast Transkarpatien mit etwa 3100 Einwohnern (2001).

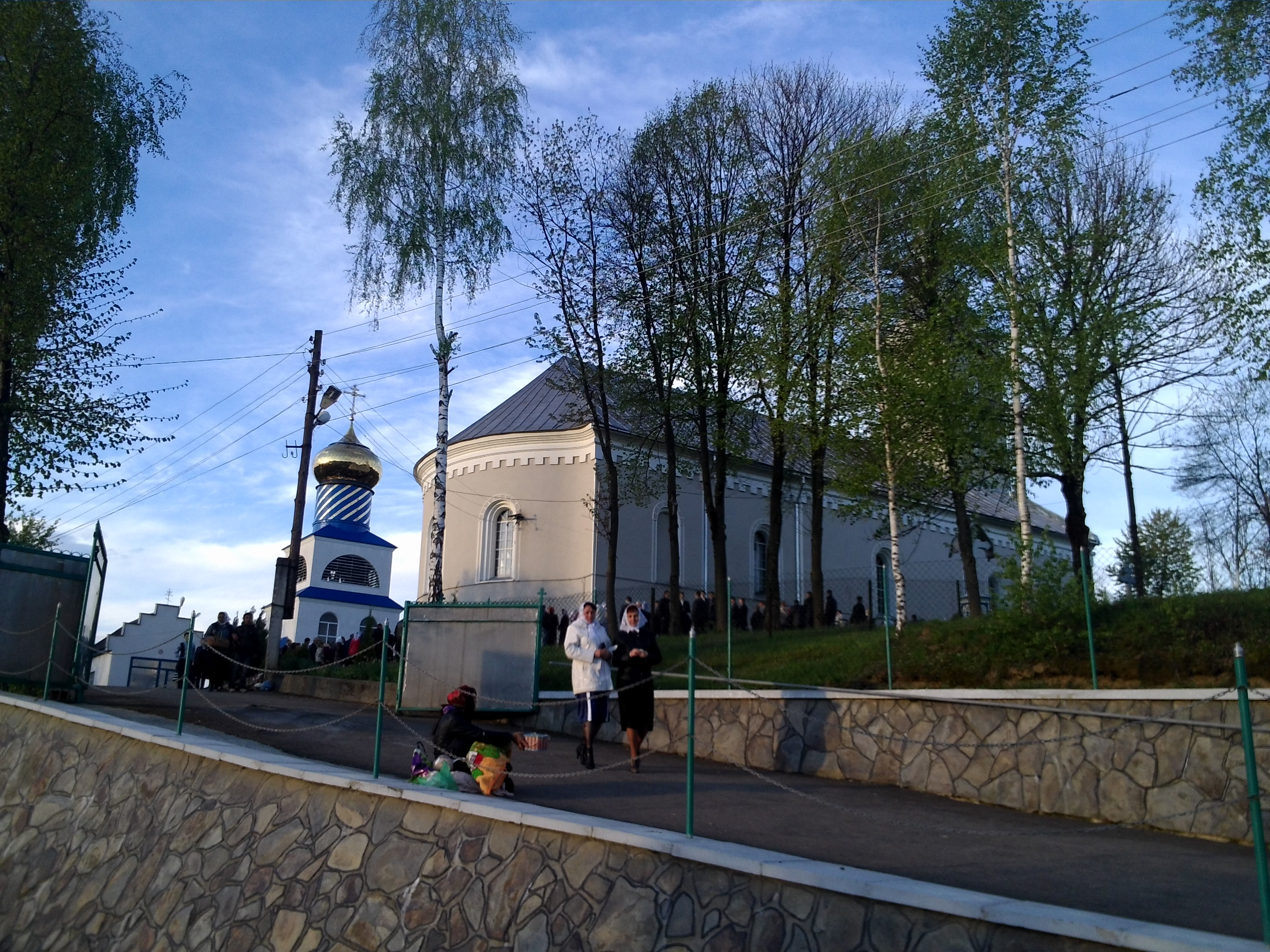
Dorfkirche

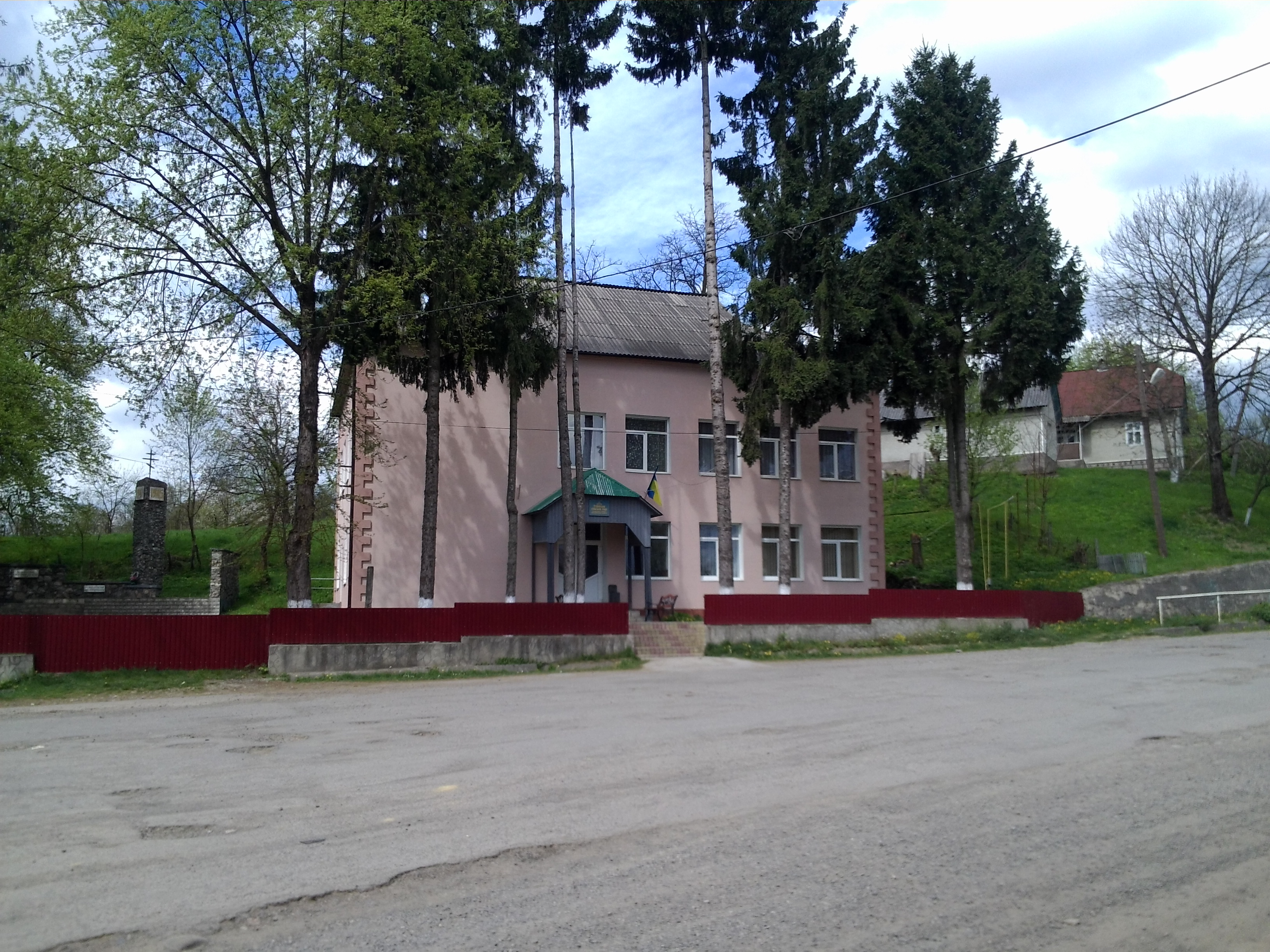
Gemeindehaus und Weltkriegsdenkmal im Ort

Das erstmals 1389 schriftlich erwähnte Dorf ist das administrative Zentrum der gleichnamigen Landgemeinde im Süden des Rajon Tjatschiw.
Die Ortschaft liegt in der historischen Region Maramureș in den Waldkarpaten auf einer Höhe von 286 m am Ufer der Welyka Uholka (Велика Уголька), einem 27 km langen, linken Nebenfluss der Tereblja, 29 km nördlich vom Rajonzentrum Tjatschiw und 139 km südöstlich vom Oblastzentrum Uschhorod.
Am 12. Juni 2020 wurde das Dorf zusammen mit 5 umliegenden Dörfern zum Zentrum der neu gegründeten Landgemeinde Uglja (Углянська сільська громада/Uhljanska silska hromada) im Rajon Tjatschiw. Bis dahin bildete es zusammen mit den Dörfern Bobowe, Hrunyky und Mala Uholka die Landratsgemeinde Uhlja (Углянська сільська рада/Uhljanska silska rada).
Folgende Orte sind neben dem Hauptort Uglja Teil der Gemeinde:
| Name                     | Name           | Name                              | Name         | Name        | Name    |
| ukrainisch transkribiert | ukrainisch     | russisch                          | slowakisch   | ungarisch   | deutsch |
| ------------------------ | -------------- | --------------------------------- | ------------ | ----------- | ------- |
| Bobowe                   | Бобове         | Бобовое (Bobowoje)                | -            | -           | -       |
| Hrunyky                  | Груники        | Груники (Gruniki)                 | -            | -           | -       |
| Kolodne                  | Колодне        | Колодно (Kolodno)                 | Kolodné      | Darva       | -       |
| Mala Uholka              | Мала Уголька   | Малая Уголька (Malaja Ugolka)     | Malá Ugoľka  | Kisugolyka  | -       |
| Welyka Uholka            | Велика Уголька | Великая Уголька (Welikaja Ugolka) | Veľká Ugoľka | Nagyugolyka | -       |